# سانتا مارينا سالينا
سانتا مارينا سالينا (بالإيطالية: Santa Marina Salina)‏ هي بلدية في مقاطعة ميسينا في صقلية الإيطالية.

## السكان
في سنة 1861 بلغ عدد السكان 2٬841 نسمة، وتطور العدد ليصل في سنة 2011 لـ 892 نسمة.
يظهر هذا المخطط البياني تطور النمو السكاني لـ سانتا مارينا سالينا